# Yuzuru Kumano
Yuzuru Kumano (jap. 熊野ゆづる Kumano Yuzuru; ur. 6 listopada 1998) – japońska zapaśniczka walcząca w stylu wolnym. Zajęła siódme miejsce na mistrzostwach Azji w 2018. Pierwsza w Pucharze Świata w 2018. 
Mistrzyni świata U-23 w 2017 i trzecia w 2018. Wygrała MŚ juniorów w 2016 i 2017. Mistrzyni Azji kadetów w 2014 roku.